# Luka Blažanović
Luka Blažanović (Donji Hasić, Bosanski Šamac, 1957. – 1992.) je hrvatski i bosanskohercegovački pjesnik. Pučkoškolsku naobrazbu stekao je u Hrvatskoj Tišini, Hasiću i Crkvini. Školovanje je nastavio u Njemačkoj, gdje je završio srednju školu i gdje je nakon završetka školovanja radio nekoliko godina. Poginuo je 1992. godine. Postumno mu je objavljena zbirka pjesama Posljednja pjesma (1997.).

## Djela
- Posljednja pjesma (1997.)